# Aurtis Whitley
Pour les articles homonymes, voir Whitley.
Aurtis Whitley, né le 1er mai 1977 à Barataria (Trinité-et-Tobago), est un footballeur trinidadien. Il joue au poste de milieu de terrain avec l'équipe de Trinité et Tobago et le club de W Connection FC.

## Carrière
- 1997-1998 : Vitória Setubal -  Portugal
- 1998-2007 : San Juan Jabloteh -  Trinité-et-Tobago
- 2007-2008 : W Connection FC -  Trinité-et-Tobago
- 2008- : United Petrotrin -  Trinité-et-Tobago

### En équipe nationale
Il a disputé la Gold Cup (CONCACAF) en 2005.
Whitley participe à la coupe du monde 2006 avec l'équipe de Trinité et Tobago.

## Palmarès
- 41 sélections en équipe nationale (2 buts) entre 2000 et 2008